# Golden League 2001
La Golden League 2001 s'est déroulée sur sept meetings. 

## Déroulement
Pour remporter le million de dollars en lingots qui constitue la prime, les athlètes doivent remporter au moins 5 des 7 meetings.
Quatorze épreuves figurent au programme de cette Golden League : huit chez les hommes et six chez les femmes.

## Résultats
Le Marocain Hicham El Guerrouj, le Suisse André Bucher, les Américains Allen Johnson et Marion Jones, la Roumaine Violeta Szekely et la Russe Olga Yegorova se partagent le million de dollars.
|                      | Golden Gala 29 juin       | Meeting Gaz de France 6 juillet     | Bislett Games 13 juillet            | Meeting Herculis 20 juillet | Weltklasse Zürich 17 août     | Mémorial Van Damme 24 août     | ISTAF 31 août                  |
| -------------------- | ------------------------- | ----------------------------------- | ----------------------------------- | --------------------------- | ----------------------------- | ------------------------------ | ------------------------------ |
| Hommes               |                           |                                     |                                     |                             |                               |                                |                                |
| 100 m                | Maurice Greene États-Unis | Maurice Greene États-Unis           | Tim Montgomery États-Unis           | Bernard Williams États-Unis | Tim Montgomery États-Unis     | Tim Montgomery États-Unis      | Francis Obikwelu Nigeria       |
| 800 m                | André Bucher Suisse       | André Bucher Suisse                 | Wilfred Bungei Kenya                | André Bucher Suisse         | André Bucher Suisse           | Yuriy Borzakovskiy Russie      | André Bucher Suisse            |
| 1 500 m Mile 2 000 m | Hicham El Guerrouj Maroc  | Ali Saïdi-Sief Algérie              | Hicham El Guerrouj Maroc            | Rui Silva Portugal          | Hicham El Guerrouj Maroc      | Hicham El Guerrouj Maroc       | Hicham El Guerrouj Maroc       |
| 3 000 m 5 000 m      | Mekonnen Éthiopie         | Kipkosgei Kenya                     | Paul Bitok Kenya                    | Paul Bitok Kenya            | Richard Limo Kenya            | Mekonnen Éthiopie              | Paul Bitok Kenya               |
| 3 000 m steeple      | R Kosgei Kenya            | W Boit Kipketer Kenya               | W Boit Kipketer Kenya               | W Boit Kipketer Kenya       | Brahim Boulami Maroc          | Brahim Boulami Maroc           | Cherono Kenya                  |
| 110 m haies          | Colin Jackson Royaume-Uni | Allen Johnson États-Unis            | Allen Johnson États-Unis            | Allen Johnson États-Unis    | Allen Johnson États-Unis      | Añer García Cuba               | Allen Johnson États-Unis       |
| saut en longueur     | Dilworth États-Unis       | Ivan Pedroso Cuba                   | Dilworth États-Unis                 | Burkenya Russie             | Dilworth États-Unis           | Stringfellow États-Unis        | Ivan Pedroso Cuba              |
| javelot              | Gatsioúdis Grèce          | Gatsioúdis Grèce                    | Blank Allemagne                     | Fagernes Pål Norvège        | Hech Allemagne                | Jan Železný République tchèque | Jan Železný République tchèque |
| Femmes               |                           |                                     |                                     |                             |                               |                                |                                |
| 100 m                | Marion Jones États-Unis   | Marion Jones États-Unis             | Marion Jones États-Unis             | Chryste Gaines États-Unis   | Marion Jones États-Unis       | Marion Jones États-Unis        | Many Myriam Cameroun           |
| 800 m                | Stephanie Graf Autriche   | Stephanie Graf Autriche             | Stephanie Graf Autriche             | Maria Mutola Mozambique     | Maria Mutola Mozambique       | Stephanie Graf Autriche        | Maria Mutola Mozambique        |
| 1 500 m              | Violeta Szekely Roumanie  | Violeta Szekely Roumanie            | Violeta Szekely Roumanie            | Violeta Szekely Roumanie    | Violeta Szekely Roumanie      | Violeta Szekely Roumanie       | Violeta Szekely Roumanie       |
| 3 000 m 5 000 m      | Olga Yegorova Russie      | Olga Yegorova Russie                | Edith Masai Kenya                   | Edith Masai Kenya           | Olga Yegorova Russie          | Olga Yegorova Russie           | Olga Yegorova Russie           |
| 400 m haies          | Nezha Bidouane Maroc      | Tetiana Tereshchuk-Antipova Ukraine | Tetiana Tereshchuk-Antipova Ukraine | Pernia Cuba                 | Nezha Bidouane Maroc          | Nezha Bidouane Maroc           | Nosova Russie                  |
| saut en hauteur      | Kajsa Bergqvist Suède     | Venelina Veneva-Mateeva Bulgarie    | Inha Babakova Ukraine               | Kajsa Bergqvist Suède       | Hestrie Cloete Afrique du Sud | Vita Palamar Ukraine           | Kajsa Bergqvist Suède          |